# Гамлиель VI
Гамлиель VI — последний наси (патриарх) Синедриона до 425 года.
О Гамлиеле VI практически ничего неизвестно из еврейских источников. О нём говорится в декрете 415 года римских императоров Гонория и Феодосия II. Согласно ему Гамлиель лишался присвоенных ему ранее титулов illustris и «почётного префекта претория» (лат. praefecture honoraria), а также самого патриаршества за то, что он совершенно игнорировал направленные против евреев запретительные законы, сооружал новые синагоги и не препятствовал диспутам между евреями и христианами. Со смертью Гамлиеля патриаршее звание перестало существовать, и императорский декрет (426) конфисковал патриаршую казну («post excessum patriarchorum») в пользу императорской сокровищницы.
Некоторая информация содержится в речах оратора Либания, учеником которого был сын Гамлиеля.
Вероятно, Гамлиель был врачом — врач из Галлии Марцелл Эмпирик около 410 года сообщает о том, что узнал от него о лекарстве от болезни селезёнки.